# Gliese 876 e
Gliese 876 e ist ein Exoplanet, der den rund 15 Lichtjahre von der Sonne entfernten Roten Zwerg Gliese 876 im Sternbild Wassermann umkreist. Er ist der äußerste bekannte Planet im Planetensystem des Sterns.

## Entdeckung
Wie die drei zuvor entdeckten Planeten Gliese 876 b, Gliese 876 c und Gliese 876 d wurde auch Gliese 876 e mittels der Radialgeschwindigkeitsmethode entdeckt. Die Entdeckung wurde 2010 von einem Astronomenteam unter der Leitung von Eugenio Rivera (dem 2005 bereits die Entdeckung von Gliese 876 d gelungen war) auf Basis fortgesetzter Messungen mit dem Échelle-Spektrographen HIRES am Keck-Observatorium bekanntgegeben.

## Eigenschaften
Gliese 876 e umkreist seinen Zentralstern in einer Entfernung von etwa 0,45 AE in jeweils etwas mehr als 124 Tagen. Seine Mindestmasse beträgt etwa 14,6 Erdmassen bzw. etwa 0,046 Jupitermassen und entspricht damit annähernd der des Planeten Uranus im Sonnensystem. Mit seinen inneren Nachbarplaneten Gliese 876 b und Gliese 876 c befindet er sich in einer Laplace-Resonanz: auf vier Umläufe von Gliese 876 c entfallen zwei von Gliese 876 b und einer von Gliese 876 e. Die drei Planeten sind hierin den drei Jupitermonden Io, Europa und Ganymed vergleichbar, die sich ebenfalls in einer Laplace-Resonanz befinden.
Entstanden ist Gliese 876 e wie seine beiden inneren Nachbarplaneten vermutlich in größerer Entfernung vom Stern, ehe er wie sie durch Migration in seine jetzige Umlaufbahn gelangte. Die Bahnneigung des Planeten beträgt wahrscheinlich 59°.